# (171183) Haleakala
(171183) Haleakala est un astéroïde de la ceinture principale.

## Description
(171183) Haleakala est un astéroïde de la ceinture principale. Il fut découvert le 30 avril 2005 à l'observatoire du Haleakalā par le projet Faulkes Telescope Educational Project. Il présente une orbite caractérisée par un demi-grand axe de 2,77 UA, une excentricité de 0,11 et une inclinaison de 4,0° par rapport à l'écliptique.

## Compléments